# Tue la mort
Pour plus de détails, voir Fiche technique et Distribution.
Tue la mort est un film muet français en douze épisodes de 1920, produit, interprété et réalisé par René Navarre en collaboration avec Édouard-Émile Violet.
Conçu comme un ciné-roman, un nouvel épisode est projeté chaque semaine au cinéma, tandis que l’écrivain Gaston Leroux publie en parallèle quotidiennement le feuilleton dans le journal Le Matin.

## Synopsis
Tue-la-Mort est le surnom de Tulamore, un aubergiste provençal enrichi par la contrebande. Son aisance matérielle ne suffit pourtant pas à lui gagner l'amour de la belle mais cruelle Diane de Mentana, qui lui préfère un étranger encore plus riche, Antonio Ovilla. Ce dont l'ingrate ne tarde pas à se repentir, Ovilla, maintenant son mari, se montrant avec elle aussi froid qu'autoritaire. Pendant ce temps, des faits préoccupants surviennent à l'auberge de Tulamore : plusieurs voyageurs disparaissent et des vols y sont perpétrés. L'aubergiste est bientôt soupçonné par les autorités...

## Date de projections des épisodes au cinéma
1. L'Auberge du Petit Chaperon rouge : 15 octobre 1920
2. La Forge des Quatre Chemins : 22 octobre 1920
3. Les Contrebandiers : 29 octobre 1920
4. L'Inconnu : 5 novembre 1920
5. Tue-la-Mort et Ovilla : 12 novembre 1920
6. Une étrange hypothèse : 19 novembre 1920
7. L'Incendie : 26 novembre 1920
8. Canzonette : 3 décembre 1920
9. Tu ne tueras point : 10 décembre 1920
10. Un et un fait un : 17 décembre 1920
11. La vengeance de Tibério : 24 décembre 1920
12. La vengeance de M. Ovilla : 31 décembre 1920

## Fiche technique
- Réalisation : René Navarre
- Supervision : Édouard-Émile Violet
- Scénario : Gaston Leroux
- Image : Alphonse Gibory
- Cadreur : Paul Cotteret
- Société de production : Société des cinéromans
- Producteur : René Navarre
- Société de distribution : Ciné-Location Eclipse
- Format : Noir et blanc — 35 mm — 1,33:1 — Son mono — film muet
- Métrage : 3000 mètres
- Genre : Feuilleton d'aventures
- Date de sortie : 15 octobre 1920

## Distribution
- René Navarre : l'aubergiste Maître Tulamore dit Tue-la-Mort
- Lise Jaffry : Diane de Mentana, la belle dont Tue-la-Mort est amoureux
- Émile Keppens : Tibério
- Jacqueline Arly : Geneviève de Mentana
- Gina Manès : la Chiffa
- Gennaro Dini : Paolo
- Maurice Thorèze : l'abbé Pascal
- Madeleine Aile : Canzonette[1]
- Auguste Javerzac : Graissessac
- Nina Orlove : Maddalena
- Ellen Hélia : la comtesse de Mentana
- Dailly (acteur) : Mahure
- Madame Tergy : la Mahure
- Jo Raffels : Filippi
- José Davert
- Léon Lorin
- Maurice de Canonge
- Frédéric Mariotti
- Louise Bertholet
- Charles Casella
- Gorbio (acteur)
- Léon Tergy
- Cesar-Tullio Terrore
- Géo Dugast

## Autour du film
- Parution du roman en format relié : Gaston Leroux, Tue-la-mort, Éditions du Livre national, 1920, coll. « Les Chefs-d'œuvre du cinéma », fascicule 21, 1920.
- Le rôle de la petite Canzonette est tenu par Madeleine, la fille de Gaston Leroux, alors âgée de 11 ans.